# Gastão Wagner de Sousa Campos
Gastão Wagner de Sousa Campos (Catalão, GO, 1952) é um médico sanitarista, professor e escritor brasileiro. Formou-se em Medicina pela Universidade de Brasília (1975). Realizou mestrado pela Universidade de São Paulo (1986) e doutorado pela Universidade Estadual de Campinas (1991). Em 1982, ingressou na Faculdade de Ciências Médicas da Unicamp, onde atualmente é professor titular do Departamento de Saúde Coletiva.
Politicamente engajado, participou do Movimento pela Reforma Sanitária e se filiou ao Partido dos Trabalhadores em 1983. Foi Secretário Municipal de Saúde de Campinas durante duas gestões do partido na cidade, com os prefeitos Jacó Bittar (1989-1991) e Toninho do PT/Izalene Tiene (2001-2003). Foi nomeado pelo ministro Humberto Costa para chefiar a Secretaria Executiva do Ministério da Saúde (2003-2004).
Sua relevância para o campo da Saúde Coletiva brasileira também está associada ao papel que desempenhou na proposição de alguns conceitos que ganharam popularidade, como Método Paideia, clínica ampliada, cogestão e apoio matricial. Algumas de suas ideias compuseram o arcabouço teórico de políticas nacionais, como a Política Nacional de Humanização e a Política Nacional de Atenção Básica, que instituiu os Núcleos de Apoio à Saúde da Família (Nasf).
Foi eleito presidente da Associação Brasileira de Saúde Coletiva (Abrasco) para o triênio 2015-2018. Recebeu alguns prêmios e homenagens, como o Prêmio OPAS Administração (2004), conferido pela Organização Pan-Americana da Saúde, a Medalha de Honra e Mérito de Gestão Pública em Saúde "Walter Lesser" (2008), entregue pelo Governo do Estado de São Paulo, a Ordem do Mérito Médico e a Medalha Oswaldo Cruz (2010), atribuídas pelo Presidente da República do Brasil, e o Prêmio Brenda Lee (2013), oferecido pela Secretaria Estadual de Saúde de São Paulo.

## Obra
Livros
1. CAMPOS, G. W. S.; JÚNIOR, N. P. (Org.). Políticas Públicas e Gestão Hospitalar: evidências e experiências do SUS. 1.ed. São Paulo: Hucitec, 2022. v. 336. 367 p.
2. FERNANDES, J. A.; CAMPOS, R. T. O.; CASTRO, C. P.; CAMPOS, G. W. S. (Org.). Atenção primária e atenção especializada no SUS: análise das redes de cuidado em grandes cidades brasileiras. 1.ed. São Paulo: Hucitec, 2021. 261 p.
3. CAMPOS, G. W. S.; OLIVEIRA, M. M.; TERRA, L. S. V.; GUEDES, F. (Org.). Nas entranhas da Atenção Primária à Saúde: formação e prática. 1.ed. São Paulo: Hucitec, 2021. 380 p.
4. CAMPOS, G. W. S.; OLIVEIRA, M. M.; FIGUEIREDO, M. D.. O Apoio Paideia & suas rodas. 1.ed. São Paulo: Hucitec, 2017. 407 p.
5. CAMPOS, G. W. S.; CASTRO, C. P.; FERNANDES, J. A.; ANEAS, T. V. Investigação sobre cogestão, apoio institucional e apoio matricial no SUS. 1.ed. São Paulo: Hucitec, 2017. 241 p.
6. CAMPOS, G. W. S.; FERNANDES, J. A. (Org.). Mostra de práticas em saúde mental reconhecer o patrimônio da Reforma Psiquiátrica: o que queremos reformar hoje. 1.ed. São Paulo: Hucitec, 2016. 131 p.
7. CAMPOS, G. W. S.; BEDRIKOW, R. História da Clínica e a Atenção Básica: o desafio da ampliação. 1.ed. São Paulo: Hucitec, 2014.
8. CAMPOS, G. W. S.; CUNHA, G. T.; FIGUEIREDO, M. D. Práxis e formação Paideia: apoio e cogestão em saúde. 1.ed. São Paulo: Hucitec, 2013. 349 p.
9. CAMPOS, G. W. S. Método Paideia: análisis y co-gestión de colectivos. 1.ed. Buenos Aires: Lugar Editorial - Colección Salud Colectiva, 2009. 206 p.
10. CAMPOS, G. W. S.; GUERRERO, A. V. P. (Org.). Manual de práticas de atenção básica: saúde ampliada e compartilhada. 1. ed. São Paulo: Editora Hucitec, 2008. 405 p.
11. CAMPOS, G. W. S. Memórias de um médico sanitarista que virou professor enquanto escrevia sobre.... 1.ed. São Paulo: Hucitec, 2007. 155 p.
12. CAMPOS, G. W. S. Saúde Paidéia. 1.ed. São Paulo: Hucitec, 2003. 185 p.
13. CAMPOS, G. W. S. Gestión en salud. 1.ed. Buenos Aires: Lugar Editorial S.A., 2001. 253 p.
14. CAMPOS, G. W. S. Um método para análise e co-gestão de coletivos. 1.ed. São Paulo: Hucitec, 2000. 236 p.
15. CAMPOS, G. W. S. Apresentação do livro: Reestruturação produtiva e trabalho em saúde no Brasil. 1.ed. São Paulo: ANNABLUME Editora, 1999.
16. MOTTA, C.; SA, E.; OLIVIERA, J. E. G.; PARIZI, R.; MONTELEONE, P. P. R.; PAIVA, E. V.; DALLARI, D. A.; CAMPOS, G. W. S. (Org.). PAS: o avesso da saúde, 1997. 146 p.
17. CAMPOS, G. W. S. Reforma da Reforma: Repensando A Saúde. 2.ed. São Paulo: Hucitec, 1994. 238 p.
18. CAMPOS, G. W. S. Saúde Pública e Defesa da Vida. 2.ed. São Paulo: Hucitec, 1992. 231 p.
19. CAMPOS, G. W. S. Estado y Politicas Sociales em America Latina. Rio de Janeiro: Fiocruz, 1992.
20. CAMPOS, G. W. S.; NUNES, E. D.; MERHY, E. E. Planejamento sem Normas. São Paulo: Hucitec, 1990.
21. CAMPOS, G. W. S. Os Médicos e A Política de Saúde. 1.ed. São Paulo: Hucitec, 1989. 189 p.
22. CAMPOS, G. W. S. Reforma Sanitária: Itália e Brasil. São Paulo: Editora Cebes/Hucitec, 1988.